# كلا جانبي النصل
كلا جانبي النصل هو فيلم دراما رومانسي فرنسي من إخراج كلير دينيس وبطولة جولييت بينوش، فينسنت ليندون وغريغوار كولن، عرض الفيلم لأول مرة في 12 فبراير 2022 خلال مهرجان برلين السينمائي الدولي.